# Malva (Zamora)
Malva ist ein nordwestspanischer Ort und eine Gemeinde (municipio) mit 100 Einwohnern (Stand: 2024) im Osten der Provinz Zamora in der Autonomen Gemeinschaft Kastilien-León.

## Lage und Klima
Der Ort Malva liegt in der kastilisch-leonesischen Hochebene in einer Höhe von etwa 715 m. Die sehenswerte Stadt Toro liegt nur ca. 17 km (Fahrtstrecke) südöstlich und die Provinzhauptstadt Zamora befindet sich gut 30 km südwestlich. Das Klima im Winter ist durchaus kalt, im Sommer dagegen warm bis heiß; die spärlichen Regenfälle (ca. 430 mm/Jahr) fallen verteilt übers ganze Jahr.

## Bevölkerungsentwicklung
| Jahr      | 1857 | 1900 | 1950 | 2000 | 2020 |
| Einwohner | 946  | 951  | 862  | 288  | 122  |

Der deutliche Bevölkerungsrückgang in der zweiten Hälfte des 20. Jahrhunderts ist im Wesentlichen auf die Mechanisierung der Landwirtschaft, die Aufgabe bäuerlicher Kleinbetriebe („Höfesterben“) und den damit einhergehenden Verlust von Arbeitsplätzen zurückzuführen.

## Wirtschaft
Die auf den fruchtbaren Lehm- und Lössböden der Tierra de Toro betriebene Feldwirtschaft, zu der auch der Weinbau gehörte, und die Haltung von Kleinvieh (v. a. Hühner) bildeten jahrhundertelang die Lebensgrundlage der als Selbstversorger lebenden Bevölkerung der Region; Esel wurden als Tragtiere gehalten. Seit dem Mittelalter entwickelten sich auch Handwerk, Kleinhandel und Dienstleistungsbetriebe aller Art. Die Gemeinde liegt heute etwas nördlich der Weinbauregion Toro. Viele ältere Häuser werden als Ferienwohnungen (casas rurales) vermietet.

## Geschichte

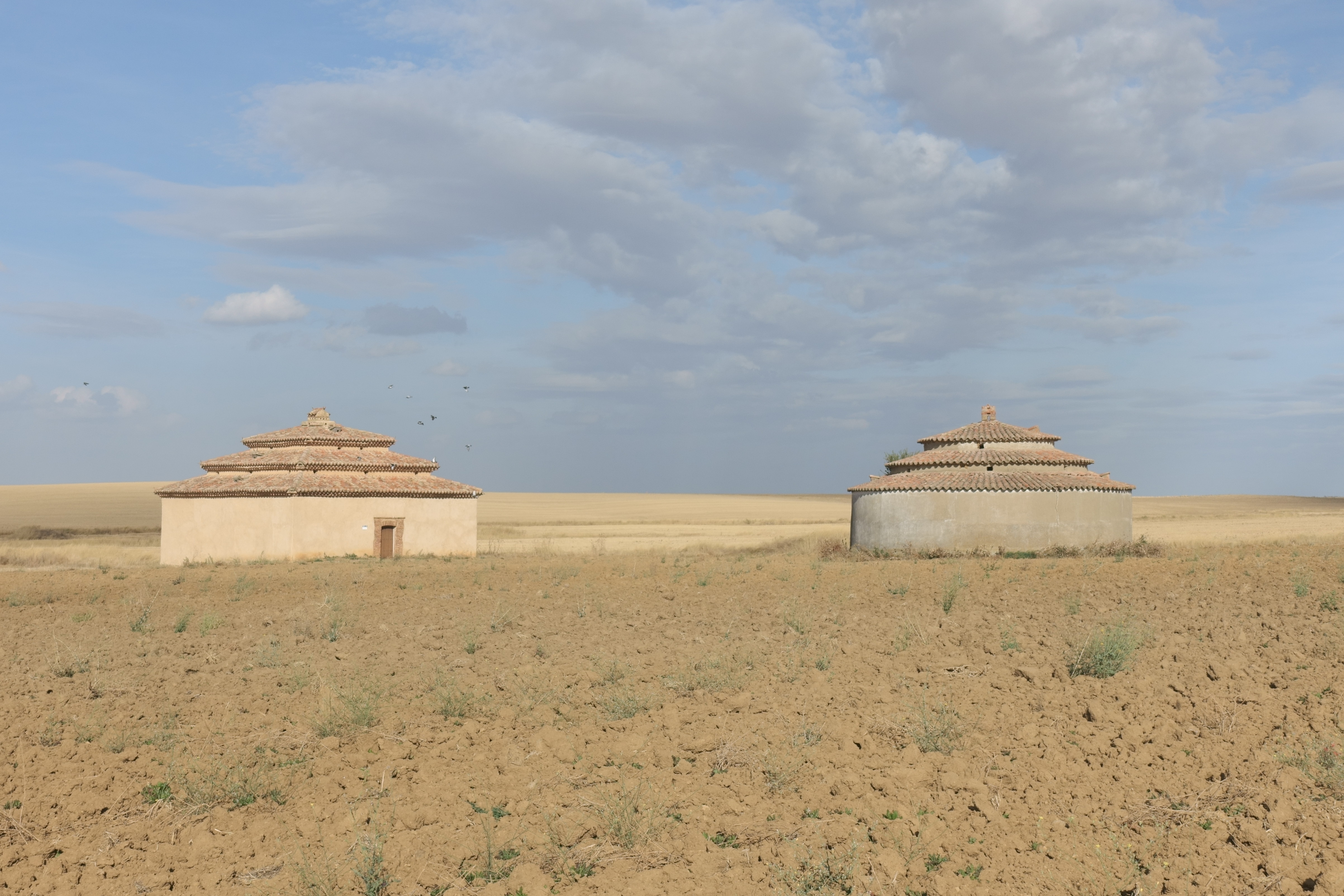
Malva – Taubenhäuser

Auf dem Gemeindegebiet wurden steinzeitliche Kleinfunde gemacht; Römer, Westgoten und selbst die Mauren, die bereits im 10. Jahrhundert im Rahmen der Reconquista nach Süden abgedrängt werden konnten, hinterließen keine Spuren. Ende des 10. Jahrhunderts machte der maurische Heerführer Almansor die christlichen Erfolge vorübergehend wieder zunichte, doch im 11. Jahrhundert dehnte das Königreich León sein Herrschaftsgebiet erneut bis zur Duero-Grenze aus. Die Region wurde neu- oder wiederbesiedelt (repoblación). Im 12. Jahrhundert wird der Ort erstmals erwähnt. Nach vorangegangenen Versuchen vereinigte sich León im Jahr 1230 endgültig mit dem Königreich Kastilien, doch kam es auch in der Folgezeit wiederholt zu Auseinandersetzungen. Seine Blütezeit erlebte der Ort im ausgehenden Mittelalter und in der frühen Neuzeit.

## Sehenswürdigkeiten

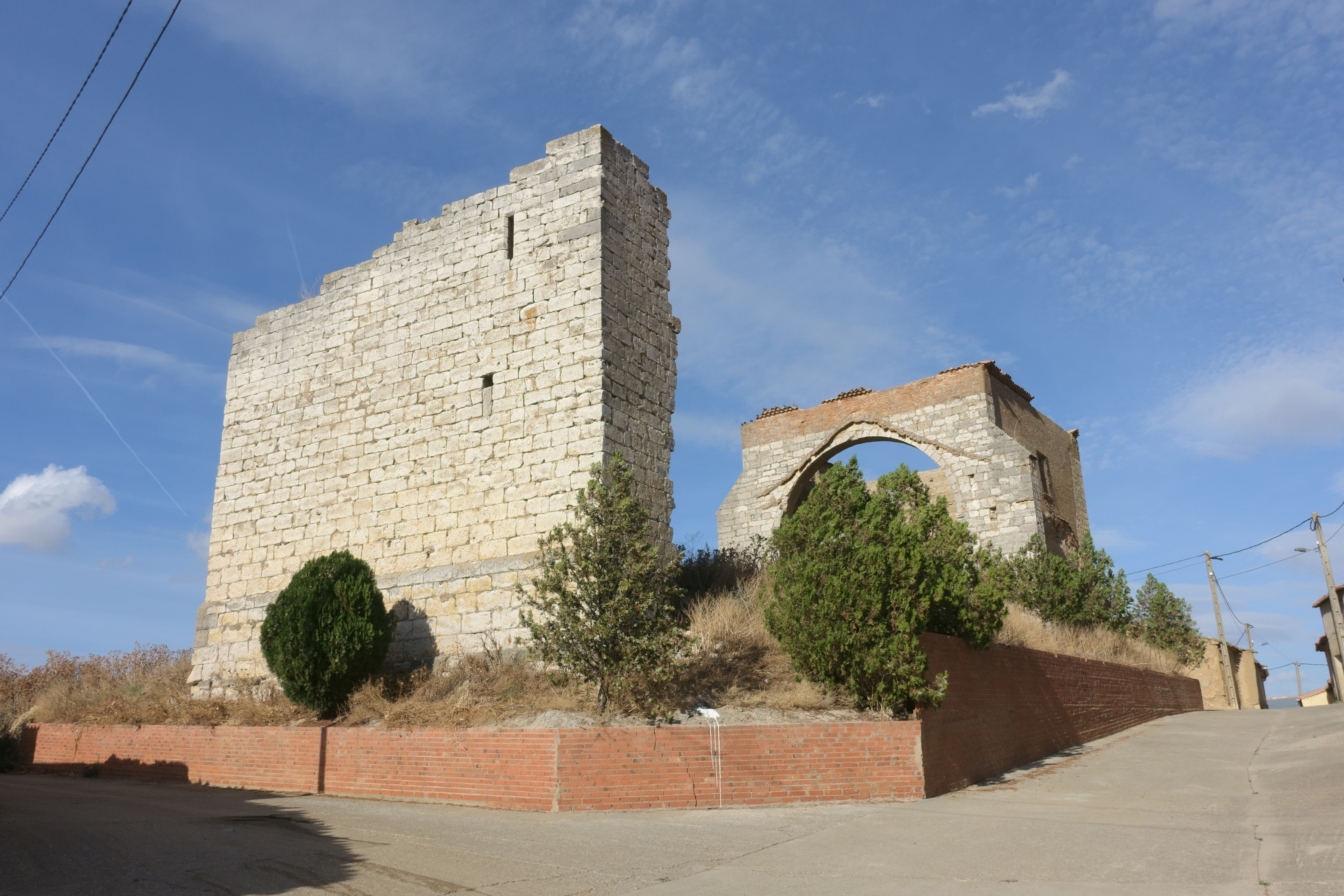
Malva – Kirchenruine San Juan

- Die im Mudéjar-Stil aus Bruch- und Ziegelsteinen erbaute einschiffige Iglesia de San Miguel ist dem Erzengel Michael geweiht; sie entstand im 15. Jahrhundert. Der aus exakt behauenen Werksteinen errichtete Glockenturm (campanario) unterscheidet sich deutlich vom Rest des Bauwerks. Auch der nach Süden geöffnete Portikus der Kirche ist eine spätere Hinzufügung.
- Von der etwa gleichzeitig erbauten Iglesia de San Juan stehen nur noch Ruinen.

Umgebung
- In den Feldern stehen zwei restaurierte Taubenhäuser (palomares) – eines mit quadratischem, das andere mit rundem Grundriss.